# 小行星23904
小行星23904（23904 Amytang）是一颗绕太阳运转的小行星，为主小行星带小行星。该小行星于1998年9月19日发现。

## 轨道参数
小行星23904的轨道半长轴为384 154 369 km，2.5678768 UA，离心率为0.134。